# Somers (város)
Somers város az Amerikai Egyesült Államok Wisconsin államában, Kenosha megyében. A város 2015 előtt a jelenlegi területével együtt Somers falu egészét foglalta magába. Amikor a falut 2015-ben beolvasztották, az eredeti város nyugati része a város része maradt, később azonban azt is beolvasztották a faluba. A jelenlegi város nagyrészt Kenosha mentén vagy annak határain belüli területekből áll, és a tervek szerint 2035-re Kenosha részévé válik.
A 2020-as népszámláláskor Somers város lakossága 992 fő volt, míg a 2010-es népszámláláskor, Somers falu beolvasztása előtt 9597 fő volt.

## Népesség
A település népességének változása:

| 2010 | 9 597 |
| 2020 | 992   |